# Oskar Antonio Federico Augusto Heeren
Oskar Antonio Federico Augusto Heeren (* 27. August 1840 in Hamburg; † 1909 in Lima) war ein peruanischer Diplomat.

## Leben
Oscar Heeren Maza war der Sohn von Maria de los Dolores Ramona Angela Baldomera Massa y Graña (* Málaga) und Karl August Heeren. Er heiratete Carmen Ignacia Barreda y Osma (* 1842; † 1925) ihre Kinder waren Carlos Heeren Barreda und Carmen Heeren Barreda, die Mutter von Juan Pardo Heeren. Am 21. August 1873 bezeugte er, im Auftrag von Aurelio García y García die Unterzeichnung eines Vertrags über Frieden, Freundschaft, Handel und Schifffahrt durch Soejima Taneomi in Tokio.
Der Vertrag legte unter andern den Austausch von Auslandsvertretungen fest und Oscar Antonio Heeren Maza erhielt Exequatur als Generalkonsul in Tokio.
1874 begleitete er eine Gruppe japanischer Erzprospektoren zu den Erzlagerstätten von Cerro de Pasco.
1880 ließ er das Quinta Heeren errichten, das in der Folge als Kanzlei der Auslandsvertretungen von Japan, Belgien, Deutschland, Frankreich und den Vereinigten Staaten von Amerika diente.